# Pterygoplichthys
Pterygoplichthys è un genere di pesci di acqua dolce appartenenti alla famiglia Loricariidae ed alla sottofamiglia Hypostominae provenienti dal Sud America.

## Descrizione
Presentano un corpo compresso sull'addome, di una colorazione mimetica, spesso marrone, grigia o quasi nera a macchie più chiare. Questa colorazione si estende anche sulle pinne, molto ampie, in particolare la pinna dorsale. La specie di dimensioni maggiori è P. disjunctivus, che raggiunge i 70 cm.

## Tassonomia
In questo genere sono riconosciute 16 specie:
- Pterygoplichthys ambrosettii
- Pterygoplichthys anisitsi
- Pterygoplichthys disjunctivus
- Pterygoplichthys etentaculatus
- Pterygoplichthys gibbiceps
- Pterygoplichthys joselimaianus
- Pterygoplichthys lituratus
- Pterygoplichthys multiradiatus
- Pterygoplichthys pardalis
- Pterygoplichthys parnaibae
- Pterygoplichthys punctatus
- Pterygoplichthys scrophus
- Pterygoplichthys undecimalis
- Pterygoplichthys weberi
- Pterygoplichthys xinguensis
- Pterygoplichthys zuliaensis

## Acquariofilia
Queste specie possono talvolta essere trovate nel commercio acquariofilio; alcune abbastanza comuni sono P. gibbiceps e P. scrophus.